# Amanda Collin

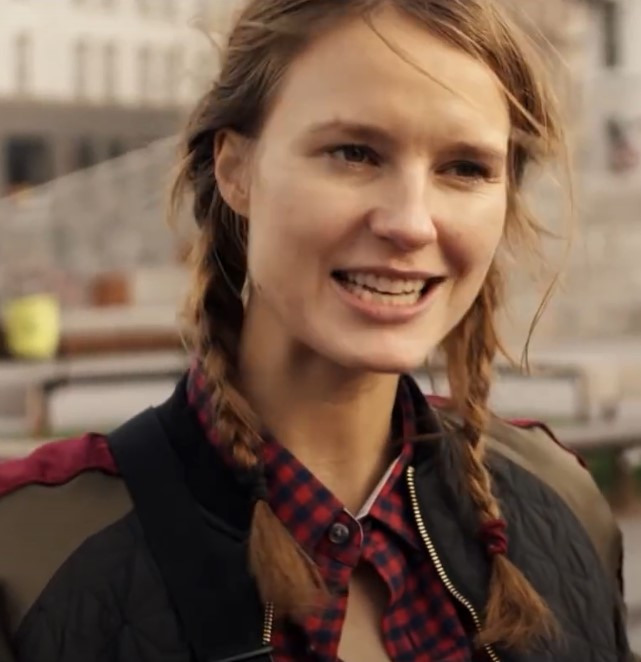
Amanda Collin

Amanda Collin (* 4. März 1986) ist eine dänische Theater- und Filmschauspielerin.

## Leben
Amanda Collin war 2015 und 2016 am Theater Mungo Park in Allerød beschäftigt, für ihre Rolle im Stück H.C. Andersens samlede eventyr wurde sie für den Theaterpreis Reumert als beste Nebendarstellerin nominiert.
2016 spielte sie Rakel im Thriller Erlösung. Für die Rolle der Marie in Christian Tafdrups Drama En frygtelig kvinde wurde sie mit dem Bodil und dem Robert als beste Hauptdarstellerin ausgezeichnet. Ab 2020 spielte sie als Mother in der Science-Fiction-Serie Raised by Wolves mit.

## Filmografie (Auswahl)
- 2013–2017: Sjit Happens (Fernsehserie, 9 Folgen)
- 2014: Ækte vare
- 2014–2015: Banken: New Normal (Fernsehserie, 9 Folgen)
- 2016: Erlösung (Flaskepost fra P)
- 2016: Bedre skilt end aldrig (Fernsehserie, 4 Folgen)
- 2017: En frygtelig kvinde
- 2017: Mercur (Fernsehserie, 2 Folgen)
- 2018: Theo & Den Magiske Talisman (Fernsehserie, 24 Folgen)
- 2018: Tæt på sandheden med Jonatan Spang (Fernsehserie, 2 Folgen)
- 2019: Harpiks
- 2019: Undtagelsen
- 2020–2022: Raised by Wolves (Fernsehserie, 18 Folgen)
- 2022: Fædre & mødre
- 2023: King’s Land (Bastarden)
- 2024: House of the Dragon (Fernsehserie, 3 Folgen)
- 2024: Kaos (Fernsehserie)
- 2024: The Quiet Ones